# Thuidium ventrifolium
Thuidium ventrifolium là một loài rêu trong họ Thuidiaceae. Loài này được (Müll. Hal.) Paris mô tả khoa học đầu tiên năm 1898.